# Örta IF
Örta IF, fram till 1955 Örtakoloniens IF, är en idrottsförening från Sandviken i Gästrikland i Gävleborgs län, bildad 1927.

## Fotboll
Örtakolonien kanske är mest känd för att vara det sämsta laget som någonsin har spelat i Sveriges näst högsta division. Klubben innehar därför jumboplatsen i näst högsta seriens maratontabell. Lagets enda säsong i näst högsta serien var 1943/44, då man förlorade 16 av de 18 matcherna, spelade två oavgjorda och blev helt utan seger. Samtidigt är Örtakolonien/Örta en av Gästriklands mest meriterade fotbollsföreningar genom tiderna med inte mindre än 14 säsonger i gamla division III, motsvarande dagens division I: 1935/1936-1942/1943, 1944/1945-1945/1946, 1959-1960, 1964 och 1979.
Klubben sammanslogs efter säsongen 2001 med IFK Sandviken och bildade IFK Sandviken/Örta men sammanslagningen upplöstes efter säsongen 2005. Föreningen deltog ånyo som Örta IF i seriespel 2006 men bedriver därefter ingen aktiv fotbollsverksamhet.

## Bowling
Idag har föreningen endast en aktiv sektion, inom bowling.